# Leucoblepsis
Leucoblepsis is een geslacht van vlinders van de familie eenstaartjes (Drepanidae), uit de onderfamilie Drepaninae.

## Soorten
- L. carneotincta Warren, 1901
- L. excisa Hampson, 1892
- L. fenestraria Moore, 1867
- L. neoma Swinhoe, 1905
- L. ostia Swinhoe, 1903
- L. renifera (Warren, 1900)
- L. tristis Swinhoe, 1905